# Platynus insolitus
Platynus insolitus är en skalbaggsart som beskrevs av Barr. Platynus insolitus ingår i släktet Platynus och familjen jordlöpare. Inga underarter finns listade i Catalogue of Life.